# Staatsexamen Nederlands als tweede taal
Lo Staatsexamen Nederlands als tweede taal (Certificazione Statale di Olandese come Seconda Lingua), spesso abbreviato in Staatsexamen NT2, è una certificazione in lingua olandese per coloro che non sono madrelingua. Completando la certificazione statale NT2 i candidati possono dimostrare di avere una padronanza dell'olandese tale da poter vivere o studiare nei Paesi Bassi.

## Ente organizzatore
Lo Staatsexamen NT2 è gestito dal Dienst Uitvoering Onderwijs (DUO) (Ufficio dell'educazione) per conto del College voor Examens (CvE) (Consiglio per le certificazioni). Il CvE è tuttavia responsabile dell'organizzazione e lo sviluppo delle certificazioni NT2,
Lo svolgimento delle prove è affidato a CITO, una compagnia di verifiche e misurazioni che agisce in ambito internazionale, e a Bureau ICE. Mentre CITO si occupa degli esami di produzione e comprensione orale, Bureau ICE si occupa della produzione e comprensione scritta. CITO fornisce inoltre del materiale per esercitarsi nella produzione e comprensione orale facilitando l'intero processo di votazione per questa parte di esame.

## Esami
Siccome sono richiesti diversi livelli di competenza linguistica per lavorare e per studiare, ci sono due tipologie di esame, che possono essere scelte dai candidati. Il Programma 1 che deve essere affrontato da candidati che devono lavorare o essere a contatto con l'ambiente olandese durante corsi di formazione professionale. Il Programma 2 certifica che i candidati promossi hanno una padroneggiano l'olandese abbastanza per il lavoro o l'apprendimento in istituti superiori o università. Questi esami sono definiti in accordo con il quadro comune europeo di riferimento per la conoscenza delle lingue (QCER), dove il Programma 1 corrisponde al livello B1 e il Programma 2 corrisponde al livello B2.

## Struttura
Una certificazione è composta da quattro sezioni: comprensione e produzione orale, comprensione e produzione scritta. Il candidato riceve il Diploma NT2 solo se riesce a superare tutte e quattro le parti.
I candidati svolgono gli esami orali sul computer, e finiscono gli esami scritti in parte sul computer e in parte su un foglio. Per la comprensione scritta, il testo deve essere stampato su un documento e bisogna segnare le risposte sul computer.

## Registrazione
Ci si può registrare attraverso il sito web di DUO. L'esame può essere svolto ad Amsterdam, Eindhoven, Delft, Rotterdam, Utrecht e a Zwolle praticamente ogni settimana.

## Preparazione
Sono disponibili dei documenti per prepararsi all'esame. I candidati possono anche decidere di intraprendere un corso di preparazione offerto da diverse scuole di lingua.

## Risultati
Il risultato dell'esame può essere "Sufficiente" o "Non sufficiente". Il risultato viene comunicato solitamente cinque settimane dopo l'esame.

## Riconoscimento
Una certificazione nel Programma 2 può soddisfare i requisiti linguistici per l'iscrizione all'università o negli istituti superiori nei Paesi Bassi
In base alla legge per la nazionalità olandese e la legge d'integrazione per gli immigrati nei Paesi Bassi, una certificazione nel Programma 1 può esentare i candidati dall'esame di lingua durante il processo di immigrazione e naturalizzazione.